# Глинка, Войтех
Войтех Глинка (чеш. Vojtěch Hlinka; 1817—1904) — чешский католический священник и писатель, известный под псевдонимом Франц (Франтишек) Правда.

## Биография
Войтех Глинка родился 17 апреля 1817 года в местечке Nekrasín на территории нынешнего чешского района Йиндржихув-Градец. В этих краях на лесоводческой ферме и прошло его детство.
Приняв католический духовный сан, Глинка очень много путешествовал по родной стране, благодаря чему близко и весьма подробно изучил крестьянский быт. В своих многочисленных рассказах, которые были опубликованы под псевдонимом Франтишек Правда (чеш. František Pravda), писатель в основном обрабатывает народные сюжеты и довольно талантливо подает читателю наглядные картинки провинциальной чешской жизни.
Из его беллетристических произведений, кроме предназначенных для детей, выдаются: «Sládek a jeho schovanec», «Pán z Podlesí a děvče vestnické», «Krejčí Fortunát», «Matěj sprost’ák», «Matka študentů»; из них многие имеют автобиографическое значение и были переведены на другие славянские языки ещё при жизни автора.
Собрание его сочинений вышло в серии «Národná biblioteka» Кобра (1871—1877) и отдельно («Sehrané povídky pro lid», выпусками, с 1877).
Войтех Глинка умер 8 декабря 1904 года в Клатови.

## Избранная библиография
- «Voják nováček»,
- «Sládek a jeho schovanec»,
- «Pán z Podlesí a děvče vestnické»,
- «Krejčí Fortunát»,
- «Matěj sprost’ák»,
- «Štěpánův Vít učí se na kněze»,
- «Matka študentů».